# Kolinahr
Kolinahr (pronunciado: ko·li·naar) en el universo ficticio de Star Trek, es el ritual Vulcano por el que todos los vestigios residuales de emociones son eliminados; También se denomina así a la disciplina que permite mantener la mente libre de emociones. Después de un riguroso entrenamiento para el Kahs-wan durante la infancia, un Vulcano maduro está preparado para hacer su viaje final hacia la lógica pura, cuya duración puede variar de dos a seis años (o más).
T'Klass fue uno de los primeros maestros, aunque también es conocido Surak. Sus restos momificados permanecen en las catacumbas del Santuario T'Karath, aunque no se encuentra indicado la localización exacta de los mismos.
El Sr. Spock comenzó su proceso de ritual kolinahr tras su retiro de la Flota Estelar cerca del año 2269. Sobre el año 2273, el Sr. Spock había completado todos los rituales del kolinahr excepto el último, y rehusó completarlo después de recibir una poderosa señal telepática desde el espacio (que en realidad provenía de la entidad V'Ger y le hacía experimentar fuertes emociones como resultado).
Tuvok sufrió el Pon farr durante su sexto año de ritual, lo que hizo que lo abandonara prematuramente y se casara con la que, previo acuerdo, sería su mujer.
Cuando Asil, hija de Tuvok y T'Pel, alcanzó el kolinahr, la amiga de su padre Kathryn Janeway estaba presente.
- Datos: Q3752840